# Pamulang Barat
Pamulang Barat is een bestuurslaag in het regentschap Tangerang Selatan van de provincie Banten, Indonesië. Pamulang Barat telt 49.505 inwoners (volkstelling 2010).